# Juridiction extraterritoriale
Ne doit pas être confondu avec Extraterritorialité.
 (janvier 2021).
Si vous disposez d'ouvrages ou d'articles de référence ou si vous connaissez des sites web de qualité traitant du thème abordé ici, merci de compléter l'article en donnant les références utiles à sa vérifiabilité et en les liant à la section « Notes et références ».
La juridiction extraterritoriale (JET) est la compétence légale d'un gouvernement pour exercer son autorité au-delà de ses frontières normales.
Toute autorité peut se prévaloir d'une JET sur le territoire extérieur de son choix. Néanmoins, cette revendication n'entre en vigueur que si l'autorité du territoire extérieur reconnaît elle aussi cette compétence, ou si une autorité qui réglemente les deux territoires reconnaît cette compétence.
Cette expression renvoie aussi aux lois d'un pays quand leur portée dépasse ses frontières, au sens où la législation permet aux tribunaux d'un pays d'exercer leur compétence contre des parties qui comparaissent pour des actes commis à l'étranger. En ce sens, la compétence ne dépend pas de la coopération avec des pays tiers, puisque les parties concernées se trouvent dans le pays ou peuvent être jugées par contumace. Ainsi, de nombreux pays sont dotés de lois qui confèrent aux tribunaux la compétence de juger des actes de piraterie, des crimes sexuels contre des enfants, des cybercrimes et/ou des actes terroristes commis hors des frontières nationales. La possibilité de traduire en justice ces infractions peut concerner soit les seuls ressortissants du pays, ou bien n'importe quelle personne.

## Exemples de juridiction extraterritoriale

### Missions diplomatiques
L'immunité diplomatique des consulats et ambassades étrangers dans les pays d'accueil est régie par la convention de Vienne sur les relations diplomatiques et par la convention de Vienne sur les relations consulaires. Les diplomates sont soumis aux lois du pays d'accueil mais ils sont « inviolables » (les agents du pays d'accueil n'ont pas le droit de pénétrer dans les bâtiments ni de s'emparer des diplomates accrédités).

### Personnel militaire
Les accords de statut des forces et ceux sur un droit de visite de forces armées (en) sont en vigueur dans maints pays ; ils permettent d'exercer la compétence légale sur les membres des armées stationnées dans un pays d'accueil.

### Droit pénal
La compétence pénale peut devenir internationale dans plusieurs cas, quand :
- une nation la revendique, soit globalement, soit dans des cas particulier de son droit interne ; ou
- une autorité supranationale (comme le Conseil de sécurité des Nations unies) ouvre un tribunal international pour régler des infractions spécifiques (exemple : crimes de guerre) ; ou
- une cour internationale est fondée en vertu d'un traité pour traiter des affaires relevant d'un champ défini.

Dans certains pays, le code pénal précise que le tribunaux sont compétents pour traiter des crimes commis à l'étranger :
- En France, le code pénal étend la portée des compétences sur les crimes par ou contre les citoyens du pays, quel que soit le lieu où ils sont commis ; cette compétence concerne aussi ceux qui acquis la nationalité après la promulgation de la loi[1].
- Au Japon, le code pénal précise certains cas et certains crimes relevant de la compétence extraterritoriale[2].

Divers pays ont adopté des législations permettant de poursuivre leurs ressortissants pour des crimes de guerre ou un génocide, même si les faits se sont produits à l'étranger. En outre, le Statut de Rome est transposé dans la législation nationale de nombreux pays et permet à la Cour pénale internationale d'exercer sa compétence dans leurs propres frontières.

### Sanctions contre des pays étrangers
Certaines lois nationales ou le conseil de sécurité des Nations-unies peuvent choisir de prendre des sanctions économiques contre d'autres pays ; leur portée peut s'étendre aux ressortissants qui agissent hors des pays en question.

### Droit de la concurrence
La juridiction extraterritoriale joue un rôle important dans la réglementation des pratiques anticoncurrentielles transnationales. Aux États-Unis, le droit en la matière dérive de l'arrêt Standard Oil Co. of New Jersey v. United States (en) : la société Imperial Oil Limited a dû se séparer Standard Oil et toutes deux ont éclaté en plusieurs filiales. La pratique actuelle des tribunaux remonte à l'arrêt United States v. Alcoa (en), fondé sur la « doctrine des effets » (effects doctrine) : l'État est compétent contre les auteurs étrangers d'infractions si les effets économiques d'une conduite anticoncurrentielle affectent le marché intérieur.
La juridiction extraterritoriale en matière de législation antitrust rencontre plusieurs obstacles, comme l'accès aux preuves disponible à l'étranger ainsi que les politiques anticoncurrentielles appliquées avec l'aide d'un État étranger.